# Alberta (Minnesota)
Alberta ist eine Kleinstadt (mit dem Status „City“) im Stevens County im US-amerikanischen Bundesstaat Minnesota. Das U.S. Census Bureau hat bei der Volkszählung 2020 eine Einwohnerzahl von 94 ermittelt.

## Geografie
Alberta liegt im Westen Minnesotas unweit der Grenzen zu North Dakota und South Dakota. Die geografischen Koordinaten von Alberta sind 45°34′24″ nördlicher Breite und 96°02′51″ westlicher Länge. Das Stadtgebiet erstreckt sich über eine Fläche von 0,7 km².
Benachbarte Orte von Alberta sind Donnelly (15,9 km nördlich), Morris (12 km östlich) und Chokio (10,6 km westlich).
Die nächstgelegenen größeren Städte sind Fargo in North Dakota (174 km nordnordwestlich), Duluth am Oberen See (393 km nordöstlich), Minneapolis (255 km ostsüdöstlich), Minnesotas Hauptstadt Saint Paul (271 km in der gleichen Richtung) und Sioux Falls in South Dakota (273 km südsüdwestlich).

## Verkehr
Die Minnesota State Route 28 verläuft in West-Ost-Richtung entlang des südlichen Ortsrandes. Alle weiteren Straßen sind untergeordnete Landstraßen, teils unbefestigte Fahrwege sowie innerörtliche Verbindungsstraßen.
In West-Ost-Richtung verläuft eine Nebenstrecke der BNSF Railway. Das Unternehmen ist aber nur im Schienengüterverkehr tätig.
Mit dem Morris Municipal Airport befindet sich 6,4 km westlich von Alberta ein kleiner Flugplatz. Der nächste Großflughafen ist der Minneapolis-Saint Paul International Airport (270 km ostsüdöstlich).

## Demografische Daten
Nach der Volkszählung im Jahr 2010 lebten in Alberta 103 Menschen in 41 Haushalten. Die Bevölkerungsdichte betrug 147,1 Einwohner pro Quadratkilometer. In den 41 Haushalten lebten statistisch je 2,51 Personen.
Ethnisch betrachtet steht die Bevölkerung ausschließlich aus Weißen.
22,3 Prozent der Bevölkerung waren unter 18 Jahre alt, 62,2 Prozent waren zwischen 18 und 64 und 15,5 Prozent waren 65 Jahre oder älter. 46,6 Prozent der Bevölkerung war weiblich.
Das mittlere jährliche Einkommen eines Haushalts lag bei 43.250 USD. Das Pro-Kopf-Einkommen betrug 23.720 USD. 8,8 Prozent der Einwohner lebten unterhalb der Armutsgrenze.